# Samsung Galaxy A71
Samsung Galaxy A71は、韓国のサムスン電子が第6世代ギャラクシーAシリーズの一環として設計、開発、販売、製造したAndroidスマートフォンである。
A71ラインは、SM-A715F/DS、SM-A715F/DSN、およびSM-A715F/DSMで構成されており、以前のモデルであるSamsungGalaxyA70よりも主要なアップグレードには、Android 10オペレーティングシステム、QualcommSnapdragon730チップセット、およびカメラシステムが含まれる。 2019年12月に発表され、2020年1月に発売された。
この電話機はSuperAMOLEDPlusFHD+6.7インチディスプレイ、64MPワイド、12MPウルトラワイド、5MP奥行き、5MPマクロカメラ、4500mAhバッテリー、アンダーディスプレイ光学指紋スキャナーを備えている。
標準の5Gバリアントは2020年4月に導入され、5GUWバリアントは2020年7月に導入された。